# Manna from Heaven
Pour plus de détails, voir Fiche technique et Distribution.
Manna from Heaven est un film américain réalisé par Gabrielle Burton et Maria Burton sorti en 2002.

## Fiche technique
- Titre original : Manna from Heaven
- Réalisation : Gabrielle Burton et Maria Burton
- Scénario : Gabrielle B. Burton
- Direction artistique : Al Dinneen, Christian Gregory
- Décors : Linda Louise Sheets
- Costumes : Geraldine Duskin
- Photographie : Edward Slattery
- Montage : Andy Peterson, Robert Tate, Mattie Valentine
- Musique : Tim Jones[2], James T. Sale
- Production : Charity Burton, Gabrielle Burton, Jennifer Burton, Maria Burton, Ursula Burton
  - Production associée : Al Dinneen, Bill Lagan[3]
  - Coproduction : Gabrielle B. Burton, Roger V. Burton[4]
- Société(s) de production : Five Sisters Productions
- Société(s) de distribution : Five Sisters Productions (tous média)
- Pays d'origine : États-Unis
- Année : 2002
- Langue originale : anglais
- Format : couleur (DeLuxe) – 35 mm – 1,85:1 – Dolby SR
- Genre : comédie
- Durée : 119 minutes
- Dates de sortie : 
  -  États-Unis : 14 septembre 2002

## Distribution
- Shirley Jones : Bunny
- Cloris Leachman : Helen
- Louise Fletcher : Mother Superior
- Seymour Cassel : Stanley
- Faye Grant : Rita
- Frank Gorshin : Ed
- Wendie Malick : Inez
- Jill Eikenberry : Dottie
- Ursula Burton : Theresa
- Harry Groener : Tony
- Austin Pendleton : Two-Digit Doyle
- Shelley Duvall : Detective Dubrinski
- Drew Pillsbury : Mac / Bake
- Maria Burton : Ramona
- Cameron Watson : Patrick
- Hallee Hirsh : Young Theresa
- Phil LaMarr : Asst. Casino Manager
- Michael Dugan : First Dance Couple Man
- Abby Royle : Young Rita
- Neal Moeller : Young Tony
- Amy Wieczorek : Mrs. MacNamara

## Distinctions

### Récompenses
- Big Bear Lake International Film Festival 2002 :
  - Meilleur film pour Gabrielle Burton, Maria Burton
- Empire Film Festival 2002 :
  - NY State Filmmakers Award  pour Ursula Burton
- Fort Myers Beach Film Festival 2002 :
  - People's Choice Award pour Ursula Burton
- Sarasota Film Festival 2002 :
  - Audience Award pour Ursula Burton